# Sevil Aliyeva
Sevil Aliyeva (nascido em 12 de outubro de 1955) é uma compositora e empresária azerbaijana, sendo fundadora do canal televisivo Space TV. Ela também é filha do ex-presidente do Azerbaijão Heydar Aliyev, bem como irmã mais velha do atual presidente Ilham Aliyev.

## Juventude
Nascida em Baku em 1955, filha de Heydar Aliyev e Zarifa Aliyeva, Sevil começou a aprender música quando tinha seis anos. Em 1982, quando Heydar foi nomeado primeiro vice-primeiro-ministro da União Soviética, toda a família, incluindo Sevil e seu irmão mais novo, Ilham Aliyev, que naquela época estudava no Instituto Estatal de Relações Internacionais de Moscou, mudou-se para Moscou.
Ela se casou com Makhmud Mamed-Guliev, que atua como vice-ministro das Relações Exteriores desde 1993. Eles têm uma filha, que frequentemente fazia ligações para o Kremlin, onde Heydar trabalhava.

## Vida pós-soviética
Após o golpe de 1993, Heydar chegou ao poder e tornou-se o novo presidente do Azerbaijão. Sevil, que defendia a liberdade das pessoas, não era a favor do estilo de governo de seu pai.
Em 1998, Sevil deixou o Azerbaijão e mudou-se para Londres. Desde então, raramente visita o Azerbaijão; uma dessas ocasiões foi em 2003, quando Heydar faleceu.
Após a morte de Heydar, seu filho e irmão mais novo de Sevil, Ilham, sucedeu à presidência, embora Sevil não fosse a favor de seu irmão. Certa vez, planejou encorajar as pessoas a lutar contra seu irmão. Ela se opõe às guerras entre Armênia e Azerbaijão, pois acredita que sua mãe, Zarifa, tem sangue armênio.
Em 2009, vários jornais noticiaram que Sevil estava tentando ingressar na política, em oposição a seu irmão. Ela, no entanto, negou o boato.